# Avantjuristy
Avantjuristy (russisk: Авантюристы) er en russisk spillefilm fra 2014 af Konstantin Buslov.

## Medvirkende
- Konstantin Khabenskij som Maks
- Svetlana Khodtjenkova som Katja
- Denis Sjvedov som Andrej